# Exetastes ichneumoniformis
Exetastes ichneumoniformis är en stekelart som beskrevs av Johann Ludwig Christian Gravenhorst 1829. Exetastes ichneumoniformis ingår i släktet Exetastes och familjen brokparasitsteklar. Inga underarter finns listade i Catalogue of Life.